# Comuna Șimișna, Sălaj
Șimișna este o comună în județul Sălaj, Transilvania, România, formată din satele Hășmaș și Șimișna (reședința).

## Demografie
Componența etnică a comunei Șimișna
     Români (75,39%)
     Romi (11,16%)
     Alte etnii (0%)
     Necunoscută (13,45%)
Componența confesională a comunei Șimișna
     Ortodocși (70,47%)
     Penticostali (14,65%)
     Alte religii (1,32%)
     Necunoscută (13,57%)
Conform recensământului efectuat în 2021, populația comunei Șimișna se ridică la 833 de locuitori, în scădere față de recensământul anterior din 2011, când fuseseră înregistrați 1.103 locuitori. Majoritatea locuitorilor sunt români (75,39%), cu o minoritate de romi (11,16%), iar pentru 13,45% nu se cunoaște apartenența etnică. Din punct de vedere confesional, majoritatea locuitorilor sunt ortodocși (70,47%), cu o minoritate de penticostali (14,65%), iar pentru 13,57% nu se cunoaște apartenența confesională.

## Politică și administrație
Comuna Șimișna este administrată de un primar și un consiliu local compus din 9 consilieri. Primarul, Călin-Cristian Prodan[*], de la Partidul Social Democrat, este în funcție din 2008. Începând cu alegerile locale din 2024, consiliul local are următoarea componență pe partide politice:
|  | Partid                    | Consilieri | Componența Consiliului | Componența Consiliului | Componența Consiliului | Componența Consiliului | Componența Consiliului |
|  | ------------------------- | ---------- | ---------------------- | ---------------------- | ---------------------- | ---------------------- | ---------------------- |
|  | Partidul Social Democrat  | 5          |                        |                        |                        |                        |                        |
|  | Partidul Național Liberal | 4          |                        |                        |                        |                        |                        |